# Egypt International 2023
Die Egypt International 2023 im Badminton fanden vom 12. bis zum 15. Oktober 2023 in Kairo statt.

## Sieger und Platzierte
| Disziplin    | Gold                           | Silber                                  | Bronze                                 |
| ------------ | ------------------------------ | --------------------------------------- | -------------------------------------- |
| Herreneinzel | Harry Huang                    | Yanis Gaudin                            | Mahd Shaikh                            |
| Herreneinzel | Harry Huang                    | Yanis Gaudin                            | Sheng Xiaodong                         |
| Dameneinzel  | Romane Cloteaux-Foucault       | Wiktoria Dąbczyńska                     | Kate Ludik                             |
| Dameneinzel  | Romane Cloteaux-Foucault       | Wiktoria Dąbczyńska                     | Freya Redfearn                         |
| Herrendoppel | Louis Ducrot Quentin Ronget    | Jones Ralfy Jansen Kenneth Neumann      | Kuswanto Kuswanto Rahul Marath         |
| Herrendoppel | Louis Ducrot Quentin Ronget    | Jones Ralfy Jansen Kenneth Neumann      | Koceila Mammeri Youcef Sabri Medel     |
| Damendoppel  | Julia Meyer Leona Michalski    | Yasmina Chibah Linda Mazri              | Doha Hany Hana Tarek Zaher             |
| Damendoppel  | Julia Meyer Leona Michalski    | Yasmina Chibah Linda Mazri              | Halla Bouksani Tanina Violette Mammeri |
| Mixed        | Jones Ralfy Jansen Julia Meyer | Koceila Mammeri Tanina Violette Mammeri | Malik Bourakkadi Leona Michalski       |
| Mixed        | Jones Ralfy Jansen Julia Meyer | Koceila Mammeri Tanina Violette Mammeri | Adham Hatem Elgamal Doha Hany          |